# Oscaecilia
Oscaecilia é um género de anfíbios gimnofionos.

## Espécies
- Oscaecilia bassleri (Dunn, 1942)
- Oscaecilia elongata (Dunn, 1942)
- Oscaecilia equatorialis Taylor, 1973
- Oscaecilia hypereumeces Taylor, 1968
- Oscaecilia koepckeorum Wake, 1984
- Oscaecilia ochrocephala Cope, 1866
- Oscaecilia osae Lahanas & Savage, 1992
- Oscaecilia polyzona (Fischer in Peters, 1880)
- Oscaecilia zweifeli Taylor, 1968